# Xyleus
Xyleus is een geslacht van rechtvleugeligen uit de familie Romaleidae. De wetenschappelijke naam van dit geslacht is voor het eerst geldig gepubliceerd in 1848 door Gistel.

## Soorten
Het geslacht Xyleus omvat de volgende soorten:
- Xyleus aimara Carbonell, 2004
- Xyleus andinus Carbonell, 2004
- Xyleus araguaia Carbonell, 2004
- Xyleus attenuatus Rehn, 1909
- Xyleus camposi Bolívar, 1909
- Xyleus discoideus Serville, 1831
- Xyleus goias Carbonell, 2004
- Xyleus gracilis Bruner, 1905
- Xyleus guarani Rehn, 1907
- Xyleus insignis Giglio-Tos, 1894
- Xyleus laevipes Stål, 1878
- Xyleus laufferi Bolívar, 1890
- Xyleus lineatus Bruner, 1906
- Xyleus modestus Giglio-Tos, 1894
- Xyleus pirapora Carbonell, 2004
- Xyleus regularis Bruner, 1905